# Dunas de Astondo
Las Dunas de Astondo constituyen una formación geológica situada entre la Playa de Astondo (extremo de la Playa de Gorliz y el monte Ermua), en el municipio de Górliz. Están calificadas como lugar de importancia comunitaria.

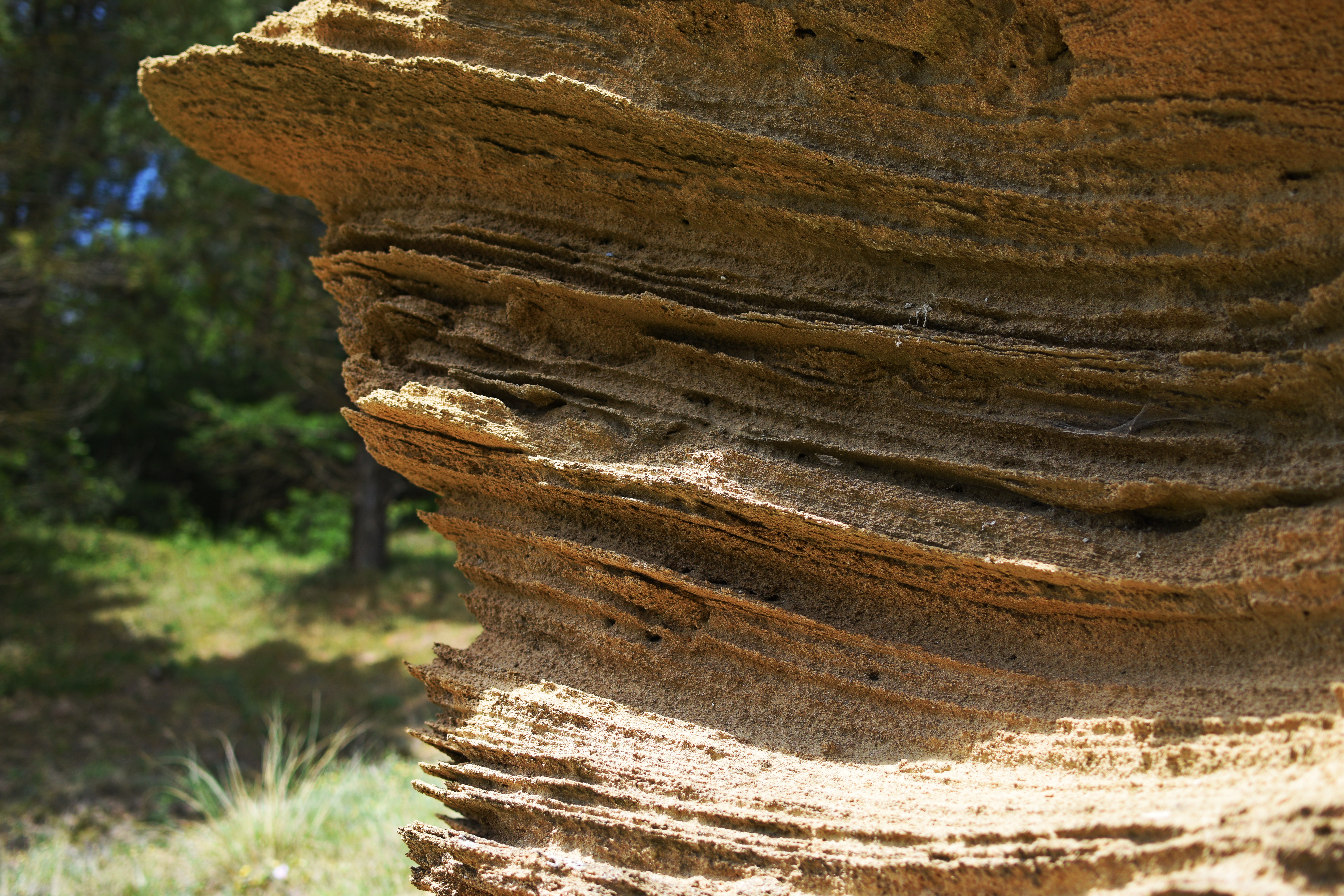
Detalle de las Dunas de Astondo (Gorliz, España)

Incluye dunas cementadas o dunas fósiles: rocas formadas por la sedimentación de arena impulsada por el viento Norte y acumulada en la ladera de la peña de Astondo, y petrificada hace unos seis mil años.

## Enlaces externos

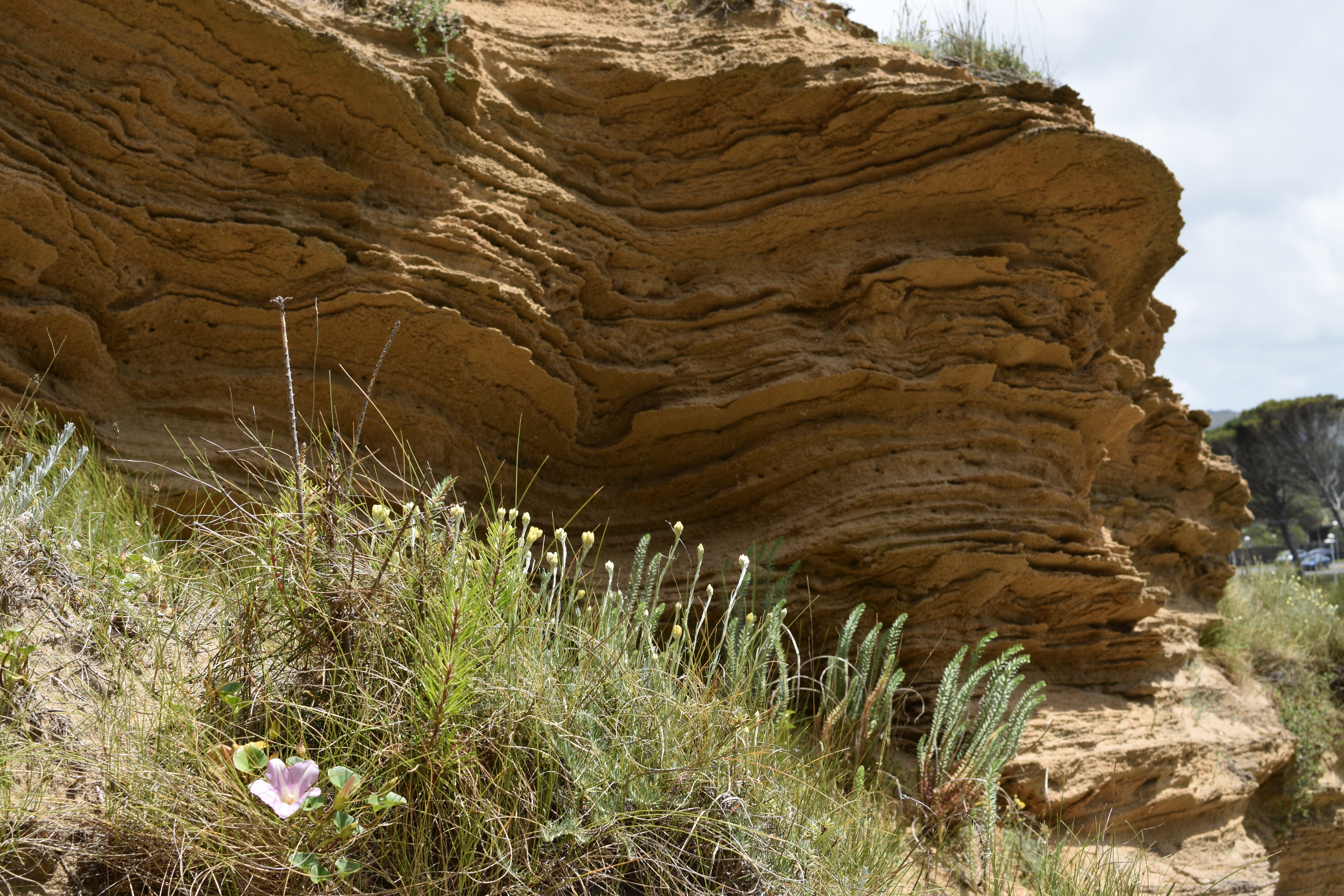
Detalle de las Dunas de Astondo (Gorliz, España)